# 入間人間
入間 人間（いるま ひとま、男性、1986年〈昭和61年〉 - ）は、日本の小説家。岐阜県出身。現在は両親と共に鎌倉市由比ヶ浜に在住。

## 経歴
大学在学中の2006年、第13回電撃小説大賞にて投稿作「幸せの背景は不幸」が最終選考に残り、同作を『嘘つきみーくんと壊れたまーちゃん 幸せの背景は不幸』へと改題・改稿し、翌年の2007年に、アスキーメディアワークスが発行する電撃文庫より刊行され、小説家としてデビューした。入間人間というペンネームの由来について、投稿時代は「応募ごとに（ペンネームを）変えていたので、当時なぜこうしたかはよく覚えていません。」と述べている。

## 作風
デビュー当初は、影響を受けた作家として、乙一、米澤穂信を挙げていたが、近年ではあまり小説を読まなくなったため、現在では誰の影響を受けているか、明言するのは難しいとのこと。
ゲームやアニメ、漫画といった他、メディア作品からのパロディを含んだ軽妙な表現を特徴とする。また、作中には奇異な価値観を持った登場人物が多出する。時間SFや群像劇、叙述トリック、自意識を描く青春小説などを得意としている。また、登場人物を複数の作品に登場させるスター・システム的な試みを採用しており、二次創作企画を除く、ほぼ全ての作品で世界観を共有していると思われる。このことに関して入間本人は、「上遠野浩平さんや伊坂幸太郎さんの影響だと思います」と語っている。
また、特定のイラストレーターと複数の作品でコンビを組むことが多い。代表的な人物として、左、ブリキ、宇木敦哉。この三人以外と組む機会も増えてきたが、いずれのイラストレーターとも、最低でも2作以上の作品（短編、長編問わず）で関わっていることが殆どとなっている。

## 作品リスト

### 電撃文庫
- 嘘つきみーくんと壊れたまーちゃん（2007年6月 - 2017年6月 全11巻、『i』、その他）
- 電波女と青春男（2009年1月 - 2011年4月 全8巻、SF版）
- 魔界探偵 冥王星Oシリーズのうち1作（2010年5月、越前魔太郎名義）
- 多摩湖さんと黄鶏くん（2010年7月）
- トカゲの王（2011年7月 - 既刊5巻）
- クロクロクロック（2012年8月 - 2016年1月、全3巻）
- 安達としまむら（2013年3月 - 既刊15巻）
- 強くないままニューゲーム（2013年5月 -2013年10月 全2巻）
- ふわふわさんがふる（2014年4月）
- 虹色エイリアン（2014年11月）
- おともだちロボ チョコ（2015年4月）
- 美少女とは、斬る事と見つけたり（2015年8月）
- いもーとらいふ（2016年7月 - 9月、全2巻）
- 世界の終わりの庭で（2018年9月）
- やがて君になる 佐伯沙弥香について（2018年11月 - 2020年3月 全3巻）
- 海のカナリア（2019年9月）
- エンドブルー（2020年12月）
- 私の初恋相手がキスしてた（2022年1月 - 2022年12月 全3巻）
- 人妻教師が教え子の女子高生にドはまりする話（2024年9月 - 、既刊2巻）

### 電撃入間文庫
- アラタなるセカイ（2012年10月）

### 単行本
- 僕の小規模な奇跡（アスキー・メディアワークス、2009年10月）
- ぼっちーズ（アスキー・メディアワークス、2010年11月）
- しゅうまつがやってくる! ―ラララ終末論。I―（原案:sasakure.UK、イラスト:usi、KADOKAWA、2015年12月）
- ぼくらの16bit戦争 ―ラララ終末論。II―（原案:sasakure.UK、イラスト:usi、KADOKAWA、2016年10月）

### メディアワークス文庫
- 探偵・花咲太郎は閃かない（2009年12月）
- 探偵・花咲太郎は覆さない（2010年2月）
- 六百六十円の事情（2010年5月）
- バカが全裸でやってくる（2010年8月）
- 僕の小規模な奇跡（2011年5月）
- バカが全裸でやってくるVer.2.0（2011年9月）
- 昨日は彼女も恋してた（2011年11月）
- 明日も彼女は恋をする（2011年12月）
- 時間のおとしもの（2012年1月）
- 彼女を好きになる12の方法（2012年8月）
- たったひとつの、ねがい（2012年11月）
- 瞳のさがしもの（2013年9月）
- 僕の小規模な自殺（2013年12月）
- エウロパの底から（2014年3月）
- 砂漠のボーイズライフ（2014年7月）
- 神のゴミ箱（2015年2月）
- ぼっちーズ (2015年4月)
- デッドエンド 死に戻りの剣客 (2016年5月)
- 少女妄想中。 (2017年2月)
- きっと彼女は神様なんかじゃない (2017年8月)
- もうひとつの命 (2017年12月)
- もうひとりの魔女 (2018年4月)
- 嘘つきみーくんと壊れたまーちゃん 完全版　幸せの背景は不幸 (2023年3月)

### 早稲田文学増刊『wasebun U30』掲載作品
- 返信（2010年2月発売）- 短篇競作「変身」に寄せた小説

### アンソロジー収録作品
- 19歳だった（2010年12月）- 『19―ナインティーン』（メディアワークス文庫）所収
- トカゲの王 VS 幸福（2014年10月） - 『電撃文庫公式海賊本 電撃VS』（メディアワークス）所収
- 見花（2024年12月） - 『君に贈る15ページ』（メディアワークス文庫）所収

### 短編集書下ろし作品
- 時間のおとしもの（2012年1月) - 『時間のおとしもの』(メディアワークス文庫)所収
- 瞳のさがしもの（2013年9月）- 『瞳のさがしもの』（メディアワークス文庫）所収
- にゃんと素敵にゃ（2013年9月）- 同上

### 『電撃文庫MAGAZINE』掲載作品
- 携帯電波（Vol.1、2008年4月発売）
- 茸姫（Vol.2、2008年6月発売）
- うそつきみーくんと無邪気な浜名さん（Vol.3、2008年8月発売）
- LIVE A LIVE SF編『機心』 ワレ オモウ ユエニ ワレ アリ――（増刊、2008年9月発売） - 原作：スクウェア・エニックス『ライブ・ア・ライブ』
- うそつきみーくんと勝手な妹（Vol.4、2008年10月発売）
- うそつきみーくんと壊れたまーちゃん（Vol.5、2008年12月発売）
- 金髪女とチビ少年（Vol.7、2009年5月発売）
- 犬の道，道の犬（Vol.8、2009年6月発売）
- 光の庭，庭の光（Vol.9、2009年8月発売）
- 多摩湖さんと脱衣ポーカー（Vol.10、2009年10月発売）
- 彼持ち少女と未青春男（Vol.11、2009年12月発売）
- 多摩湖さんとキスババ抜き（Vol.12、2010年2月発売）
- ひかりの消える朝（Vol.13、2010年4月発売）
- 心の雨（Vol.14、2010年6月発売/『まるごと一冊入間人間』）
- 丹羽真の○○○記念日（Vol.15、2010年8月発売）
- 釣り女と超能力少女（Vol.16、2010年10月発売）
- （元）神様女と宇宙少女（Vol.17、2010年12月発売）
- アイで空が落ちてくる（Vol.18、2011年2月発売）
- 未来を待った男（Vol.19、2011年4月発売）
- 静電気の季節（Vol.20、2011年6月発売）
- みんなおかしい（ぼく含む）（Vol.21、2011年8月発売）
- ベストオーダー（Vol.22、2011年10月発売）
- ある小説家の日常（Vol.23、2011年12月発売）
- 小さく選ばれた戦い 辰野→桃谷（Vol.24、2012年2月発売）
- 大学の三丁目あたりで-序章 その1-（Vol.25、2012年4月発売）
- バカが全裸でやってくる 五年前 五年後 五年間（Vol.26、2012年6月発売）
- アラタなるセカイ プロローグ（Vol.27、2012年8月発売）
- 制服ピンポン（Vol.28、2012年10月発売）
- 未来フィッシング（Vol.29、2012年12月発売）
- 安達クエスチョン（Vol.30、2013年2月発売）
- しまむら ジムへ行く（Vol.31、2013年4月発売）
- アダチズQ（Vol.32、2013年6月発売）
- 神のゴミ箱 一章『2000mg配合』（Vol.33、2013年8月発売）
- 神のゴミ箱 2章(前)『女子中学生との援助交際において、彼の内宇宙に生じた律動』（Vol.34、2013年10月発売）
- トカゲの王特別編 らくちょうぺーじ『おかいものにいこう!(ぜんぺん)』（Vol.35、2013年12月発売）
- 神のゴミ箱 2章(後)『実は3章でもよかったと思う』（Vol.36、2014年2月発売）
- にゃんと素敵にゃ 庭の猫編（Vol.37、2014年4月発売）
- おともだちロボ チョコ 第一話 チョコ、お友達を発見する（Vol.38、2014年6月発売）
- おともだちロボ チョコ 第二話 チョコ、お出かけする（Vol.39、2014年8月発売）
- おともだちロボ チョコ 第三話 チョコ、応援する (Vol.40、2014年10月発売)
- おともだちロボ チョコ 第三話、後編 チョコ、友情を育む (Vol.41、2014年12月発売)
- いもーとらいふ 第1話「0歳～15歳」 (Vol.42、2015年2月発売)
- いもーとらいふ 第2話「16歳～18歳前半」 (Vol.43、2015年4月発売)
- いもーとらいふ 第3話「16歳～18歳後半」 (Vol.44、2015年6月発売)
- サムライ、デッドエンド (Vol.45、2015年8月発売)
- 秘剣倒れ独楽 (Vol.46、2015年10月発売)
- しゅうまつがくるまえに! しゅうまつがやってくる!―ラララ終末論。Ⅰ―前日譚 (Vol.47、2015年12月発売)

### 『電撃文庫MAGAZINE - 電子限定号』掲載作品
- クラゲ島の永遠 接触篇（Vol.1、2014年3月配信）
- クラゲ島の永遠 発動篇（Vol.2、2014年5月配信）

### WEB小説（公式サイト「入間の間」掲載）
- ちょっと無敵、だいたい子ども。（2011年10月25日 - ）
- LZEEHLN（2012年2月24日 - ）
- N743327（2012年6月26日 - ）
- 『六百六十円の事後』 第1話 いいとこさがし （2011年10月2日、イラスト：宇木敦哉）
- 『六百六十円の事後』 第2話 しあわせは四季のかたち （2011年11月25日、イラスト：宇木敦哉）
- 『六百六十円の事後』 第3話 これから始まる大ゲーム （2011年12月22日、イラスト：宇木敦哉）
- 『電波女と青春男』 青春男と甘く愉快な仲間たち （2012年1月25日、イラスト：ブリキ）
- 『六百六十円の事後』 第4話 アオハル  （2012年4月25日、イラスト：宇木敦哉）
- トカゲの王IVのその後1 （2012年11月26日、イラスト：ブリキ）
- クリスマス的なアレだよ、アレ （2012年12月25日、イラスト：左、ブリキ）
- トカゲの王IVのその後2 （2013年1月25日、イラスト：ブリキ）
- バレンタイン的なアレだよ、アレ。昨日まで存在忘れていて慌てて書いた （2013年2月25日、イラスト：左、ブリキ）
- 『嘘つきみーくんと壊れたまーちゃん-A? New? Translation?-』episode1 彼を継ぐ者 （2013年4月10日、イラスト：左）
- 電波女の本編終了後 （2013年4月25日、イラスト：ブリキ）
- 『嘘つきみーくんと壊れたまーちゃん-A? New? Translation?-』episode2 変人たち （2013年5月10日、イラスト：左）
- 『嘘つきみーくんと壊れたまーちゃん-A? New? Translation?-』episode3 ××の鼓動は×× （2013年6月10日、イラスト：左）
- ゆめをおよぐ （2013年7月10日）
- 『花咲太郎』外伝　現（いま）を駆ける （2013年8月9日）
- 訪れる冬 （2013年11月26日）
- クリスマスは去年やった気がするから、今年は冬休み （2013年12月25日）
- 新春主人公アンケート （2014年1月24日）
- 電波女と青春男 ブルーレイのやつが発売するから記念的に書いてうわぁいいやつアピールする感じのアレ （2014年3月26日）
- 今日の安達さん （2014年4月25日）
- なんか小さくなった人たちの話 (2014年9月25日)
- んっ (2014年11月25日)
- ??? (2014年12月25日)
- マコくんち (2015年2月14日)
- きみがきみでいたころ (2015年3月14日)
- おともだちロボチョコⅡ『チョコ、西へ行く①』 (2015年4月27日)
- おともだちロボチョコⅡ『チョコ、西へ行く②』 (2015年5月11日)
- トカゲの王『五巻のその後』 (2015年5月11日)

### エッセー作品
- 気の早い話だといいなぁ （発表年月日不明「電撃エッセイ＆インタビュー」第67回）
- なんで俺が7番目なんだよ （2011年9月25日発行の「MW文庫HeadLine volume.022」掲載、リレーエッセイ「ドキドキするもの、みつけたとき。」第7回）
- 私の電撃体験♯17 （2012年8月10日発行の「電撃の缶詰」掲載）
- 入間人間、呟く （コミック版『バカが全裸でやってくる』第2巻 巻末、2013年1月26日発売）
- ちちのしょーぞー （『電撃文庫マガジン Vol.31』2013年6月10日発行、イラスト：のん）
- 雷と闇が弱点だった （公式サイト「入間の間」掲載中、2013年7月25日)
- 入間人間と4月の「迷子」 （2014年4月発行の「電撃の缶詰」掲載、「電撃的春夏秋冬」第1回）
- 7周年を自分だけで祝う小エッセイ うわ二十代の終わりが見えてきた  (公式サイト「入間の間」掲載中、2014年6月25日)

### 〈illust×story〉企画
電撃イラスト大賞受賞者が描いたイラストから、電撃作家がショートショートを作成するというもの
- だからなんで7番目なんだよ (第7回、イラスト：竜徹、『電撃文庫MAGAZINE vol.26』掲載、2012年6月)
- ほらなんかこういうのあっただろ、ファ●ナルファ●タジー9に、並べ替えて正解作るやつ (第12回、イラスト：櫻井けい、『電撃文庫MAGAZINE vol.31』掲載、2013年4月)
- × (第25回、イラスト：藤実なんな、『電撃文庫MAGAZINE vol.44』掲載、2015年6月)